# Pseudocraspedosoma brentanum
Pseudocraspedosoma brentanum är en mångfotingart som först beskrevs av Karl Wilhelm Verhoeff 1930.  Pseudocraspedosoma brentanum ingår i släktet Pseudocraspedosoma och familjen Neoatractosomatidae. Inga underarter finns listade i Catalogue of Life.